# Juan Manuel Vargas
Juan Manuel Vargas (ur. 5 października 1983 w Limie) – piłkarz peruwiański grający na pozycji lewego obrońcy.

## Kariera klubowa
Vargas pochodzi ze stolicy Peru, Limy. Karierę piłkarską rozpoczął w miejscowym zespole Universitario de Deportes i w 2002 roku zadebiutował w jego barwach w peruwiańskiej Primera Division. W tym samym roku został wicemistrzem kraju, a już rok później stał się podstawowym zawodnikiem klubu i spędził w nim łącznie trzy lata rozgrywając w tym okresie 69 meczów i zdobywając 7 goli. Na początku 2005 roku wyjechał do Argentyny i został zawodnikiem CA Colón. Zaliczył fazę Clausura 2005, a następnie jeden pełny sezon w barwach tego klubu. Swoją postawą zainteresował szefów jednego z czołowych klubów w kraju, Club Atlético Boca Juniors, którzy wykupili 10% kontraktu Peruwiańczyka.
W sierpniu 2006 roku Vargas trafił do Europy, a jego pierwszym klubem na tym kontynencie stała się włoska Calcio Catania. 17 września tamtego roku zadebiutował w Serie A w zremisowanym 0:0 domowym spotkaniu z Atalantą BC, gdy w 89. minucie zmienił Gianlukę Falsiniego. Od 6. kolejki ligowej był już podstawowym zawodnikiem klubu i zakończył z nim sezon na 13. miejscu we włoskiej ekstraklasie. W sezonie 2007/2008 utrzymał się z Catanią w Serie A i był trzecim najskuteczniejszym graczem w zespole z 5 golami na koncie. Osobą Vargasa zainteresowały się wówczas czołowe kluby na kontynencie.
5 lipca 2008 Vargas podpisał kontrakt do 2013 roku z Fiorentiną. Kierownictwo „Violi” zapłaciło za niego sumę 12 milionów euro. W sezonie 2012/2013 był wypożyczony do Genoi.
| Sezon   | Klub                      | Kraj      | Rozgrywki        | Mecze | Bramki |
| ------- | ------------------------- | --------- | ---------------- | ----- | ------ |
| 2002    | Universitario de Deportes | Peru      | Primera Division | 3     | 0      |
| 2003    | Universitario de Deportes | Peru      | Primera Division | 25    | 1      |
| 2004    | Universitario de Deportes | Peru      | Primera Division | 41    | 6      |
| 2004/05 | CA Colón                  | Argentyna | Primera División | 18    | 3      |
| 2005/06 | CA Colón                  | Argentyna | Primera División | 36    | 1      |
| 2006/07 | Calcio Catania            | Włochy    | Serie A          | 33    | 0      |
| 2007/08 | Calcio Catania            | Włochy    | Serie A          | 36    | 5      |
| 2008/09 | ACF Fiorentina            | Włochy    | Serie A          | 27    | 3      |
| 2009/10 | ACF Fiorentina            | Włochy    | Serie A          | 29    | 5      |
| 2010/11 | ACF Fiorentina            | Włochy    | Serie A          | 24    | 4      |
| 2011/12 | ACF Fiorentina            | Włochy    | Serie A          | 21    | 0      |
| 2012/13 | Genoa CFC                 | Włochy    | Serie A          | 20    | 0      |
| 2013/14 | ACF Fiorentina            | Włochy    | Serie A          | 24    | 4      |
| 2014/15 | ACF Fiorentina            | Włochy    | Serie A          | 19    | 1      |
| 2015/16 | Real Betis                | Hiszpania | Primera División | 20    | 2      |

## Kariera reprezentacyjna
W reprezentacji Peru Vargas zadebiutował 13 października 2004 roku w zremisowanym 1:1 meczu eliminacji Mistrzostw Świata w Niemczech z Paragwajem. Natomiast pierwszą bramkę zdobył 12 września 2007 w wygranym 2:0 towarzyskim spotkaniu z Boliwią.